# Якубовский, Валерий Викторович
Вале́рий Ви́кторович Якубо́вский (23 октября 1947, Москва — 30 августа 2001, Москва) — советский тяжелоатлет, двукратный призёр чемпионатов СССР (1970, 1973), чемпион Европы (1971), установил 10 рекордов Мира и 12 рекордов СССР. Мастер спорта СССР международного класса.

## Биография
Родился 23 октября 1947 года в Москве. Начал заниматься тяжёлой атлетикой в возрасте 16 лет под руководством Акопа Фараджяна. С 1971 года тренировался у Александра Локтионова и Владимира Пушкарёва.
В 1970 году на чемпионате СССР в Вильнюсе стал серебряным призёром и, использовав дополнительный подход, установил новый мировой рекорд в жиме. В 1971 году был включён в состав сборной СССР на чемпионате Европы в Софии и в упорной борьбе с болгарским атлетом Александром Крайчевым завоевал золотые медали в толчке и по сумме троеборья. В 1973 году выиграл соревнования на Кубок СССР. 
В 1975 году завершил свою спортивную карьеру. В 1975—1984 годах занимался тренерской деятельностью в ВФСО «Динамо». В дальнейшем работал в системе Министерства внутренних дел СССР и России.
В августе 2001 года ушёл из жизни в результате несчастного случая. Похоронен на Перепечинском кладбище.